# جورج دبليو. براينت
جورج دبليو. براينت (بالإنجليزية: George W. Bryant)‏ هو مدير فني أمريكي، ولد في 1873، وتوفي في 6 مايو 1947.